# Andreas Hartmann (Schriftsteller)
Andreas Hartmann (geboren um 1612; gestorben nach 1682, möglicherweise in Zeitz) war ein deutscher Schriftsteller.

## Leben
Hartmann wurde schon 1618 in das Matrikel der Universität Leipzig aufgenommen, legte aber erst 1633 den akademischen Eid ab, wurde im gleichen Jahr Bakkalaureus und 1636 zum Magister promoviert.
Zu einem späteren Zeitpunkt war er geheimer Kammersekretär des Herzogs Moritz von Sachsen-Zeitz.
Von seinen Schriften ist neben einer akademischen Arbeit und einigen Gelegenheitsschriften nur sein studentischer Schäferroman Des Hylas aus Latusia Lustiger Schau-Platz Von einer Pindischen Gesellschaft von 1650 überliefert.
Latusia ist ein Anagramm von Lusatia, lateinisch für Lausitz, weshalb man vermutet hat, er stamme aus dieser Landschaft. Ein anderer möglicher Herkunftsort ist Leipzig.
Das Werk ist den schlesischen und sächsischen Studenten der Universität Leipzig gewidmet und behandelt in schäferlicher Verkleidung vermutlich den Leipziger Lyrikerkreis, ohne dass sich konkrete Personen zuordnen ließen.

## Werke
- Ογδοαδα quaestionum politicarum […]. Leipzig 1637, Digitalisat.
- Des Hylas aus Latusia Lustiger Schau-Platz Von einer Pindischen Gesellschaft. Hamburg 1650, Digitalisat.
- Unterthänigste Glückwünschung/ An den Hochwürdigsten/ Durchlauchtigsten … Herrn Moritzen/ Hertzogen zu Sachsen … Zeitz 1665.